# Hylocomium himalayanum
Hylocomium himalayanum là một loài Rêu trong họ Hylocomiaceae. Loài này được (Mitt.) A. Jaeger mô tả khoa học đầu tiên năm 1880.